# ホシクサ
ホシクサ（星草、学名：Eriocaulon cinereum）は水田などの浅水中から湿った陸上に生育するホシクサ科ホシクサ属の一年草である。

## 形態
水田に多い一年草。濃緑色の細くとがった葉を放射状につける。多くの場合葉幅2-4mm、葉長3-8cm、花茎は5-10cm程度と小型であるが、ときに花茎の長さ20cmに達する個体もある。葉脈は格子状でありスブタやセキショウモ属とは容易に区別できる。ロゼットの中心から10本あまりの花茎を出し、その先端に径4mmほど、マッチ棒状の頭花をつける。頭花はやや茶色を帯びた灰白色、総苞片は花序より短く、イヌノヒゲやイトイヌノヒゲと異なり突き出ない。近縁のクロホシクサやゴマシオホシクサに比べて頭花の先端がややとがる傾向があり、雌花には花弁がないことで区別できる。

## 分布
世界的に広く分布するが、やや南方系で北海道からは記録がない。

## 人間との関係
自然の湿地でも見られるが、水田の浅い水中でみられることが多い。
独特の形態からアクアリウムで用いられることもある。日本産のものは基本的に一年草であり種子更新なしでの長期維持は難しい。
草姿の物珍しさから、山野草として取引されることもある。

## 栽培
栽培は容易である。種子には休眠性がなく、20度前後で良く発芽する。
用土は特に選ばず、黒土、荒木田土、ケト土などを湿らせたり浅く水を張った状態で栽培できる。